# آير تاغ
آير تاغ (بالإنجليزية: AirTag)‏ هو جهاز تتبع تم تطويره بواسطة شركة أبل، تم الإعلان عنه في 20 أبريل 2021. تم تصميم آير تاغ ليكون بمثابة مكتشف للمفاتيح، مما يساعد في العثور على المفاتيح والمنتجات الأخرى باستخدام تقنية النطاق فائق العرض. من خلال الاستفادة من شريحة U1 المدمجة في آيفون 11 أو أحدث، يمكن للمستخدمين تتبع العناصر عبر النطاق فائق العرض باستخدام ميزة «البحث الدقيق». آير تاغ مدعوم على آيفون إس إي أو آيفون 6 أو أحدث، مع آي أو إس 14.5 أو أحدث، أو آي باد برو، أو آي باد (الجيل الخامس)، أو آي باد آير (الجيل الثاني)، أو آي باد ميني (الجيل الرابع) مع آي باد أو أس 14.5 أو أحدث. من المقرر إطلاق آير تاغ في 30 أبريل مع الطلبات المسبقة التي تبدأ في الساعة 5 صباحًا بتوقيت المحيط الهادئ.

## الخلفية

### الإعلان
في مؤتمر أبل في 20 أبريل 2021، أعلنت شركة أبل رسميًا أنه سيتم طرح آير تاغ، بدءًا من 29 دولارًا أمريكيًا للواحد، مع حزمة من أربعة متاحة مقابل 99 دولارًا أمريكيًا.

## المواصفات
يتم تشغيل الجهاز بواسطة بطارية CR2032 يمكن التخلص منها، والتي من المتوقع أن تستمر لمدة عام واحد.
يتم إقران كل آير تاغ بمعرف أبل. يمكن إقران معرف أبل مع ما يصل إلى 16.

## وصلات خارجية
- الموقع الرسمي